# Ангуло, Альфредо
Альфредо Ангуло (исп. Alfredo Angulo; род. 11 августа 1982, Мехикали, Нижняя Калифорния, Мексика) — мексиканский боксёр-профессионал, выступающий в 1-й средней, средней и 2-й средней весовых категориях. Временный чемпион мира по версии WBO, 2009—2010, в 1-й средней весовой категории.

## Любительская карьера
Получил лицензию для участия в Олимпийских играх 2004 года выступая в весовой категории до 75 кг. Альфредо Ангуло занял второе место на квалификационном турнире, проиграв в финале американцу, Андре Дирреллу. На Олимпийских играх проиграл в первом отборочном бою, ирландцу, Энди Ли (38:23). Так же на любительском ринге побеждал американца, Тимоти Брэдли.

## Профессиональная карьера
Ангуло дебютировал в январе 2005 года в средней весовой категории. В десятом поединке нокаутировал во втором раунде небитого ранее мексиканца Эмануэля Гонсалеса (9-0). В 11-м поединке нокаутировал в первом раунде мексиканца, Рикардо Кортеса (22-1-1).

### Бой с Ричардом Гутьерресом
17 мая 2008 года в своём 12-м поединке на профессиональном ринге, Ангуло встретился с колумбийцем Ричаром Гутьерресом. В середине 5-го раунда Ангуло провёл несколько удачных крюков в голову противника. Гутьеррес был слегка потрясён, но смог удержаться на ногах. Альфредо Ангуло сразу же начал добивать его. Около минуты он выбрасывал удары в открытую цель. Значительная часть ударов пришлась в голову. Колумбиец периодически уворачивался от ударов. Затем он попытался войти в клинч, но не смог. Ангуло провёл правый хук в голову, и сразу же левый. Гутьерреса повело. Он прижался в Ангуло, и попытался сразу же контратаковать. Рефери вмешался, схватил колумбийца и прекратил бой. Ангуло победил и завоевал свой первый титул — интерконтинентального чемпиона по версии WBO в первом среднем весе.

### Бой с Андреем Цурканом
В октябре 2008 года Ангуло вышел на ринг против россиянина Андрея Цуркана. Более агрессивный мексиканец бил чаще и точнее. В конце 10-го раунда он прижал противника к канатам и провёл несколько серий хуков в челюсть. Цуркан выбросить лишь двойку. Ангуло тут же пробил три правых крюка в голову. Рефери вмешался с целью прекратить бой. Тут мексиканец по инерции выбросил 4-й хук, который пришёл прямо в голову рефери, однако вреда удар не причинил. Ангуло победил техническим нокаутом.
14 февраля 2009 года, Ангуло нокаутировал мексиканца, Косме Ривьеру.

### Бой с Кермитом Синтроном
30 мая 2009 года в своём 16-м бою, Ангуло вышел на поединок за звание обязательного претендента на титул чемпиона мира по версии WBC в первом среднем весе с пуэрториканцем, Кермитом Синтроном. Ангуло был фаворитом 3 к 1, но потерпел поражение по очкам и утратил шанс сразиться за чемпионский титул.
В августе 2009 года, Ангуло нокаутировал во втором раунде молодого пуэрто-риканского боксёра, Габриэля Росадо.

### Завоевание титула временного чемпиона мира
7 ноября 2009 года, Альфредо Ангуло нокаутировал в 3-м раунде небитого ранее американского боксёра Гарри Джо Йорги (22-0-1) и завоевал титул временного чемпиона мира по версии WBO.
В первой защите титула, Ангуло нокаутировал колумбийца, Хоэля Хулио.
17 июля 2010 года Ангуло вновь вышел на бой за звание обязательного претендента по версии WBC. На этот раз он завоевал этот статус, нокаутировав в 1-м раунде гаитиянца, Жоашена Альсина.

### Бой с Джеймсом Кирклендом
5 ноября 2011 года состоялся мега-бой Альфредо Ангуло и американца, Джеймса Киркленда. Киркленд полностью доминировал в бою и в 6-м раунде рефери прекратил поединок. Ангуло потерпел первое досрочное поражение.
15 декабря 2012 года, Ангуло победил по очкам молодого мексиканского боксёра, Хорхе Сильву.

### Бой с Эрисланди Ларой
В июне 2013 года Ангуло в бою за вакантный титул регулярного чемпиона мира по версии WBA, встретился с кубинцем Эрисланди Ларой. Ангуло был андердогом в соотношении 1 к 4. На удивление Ангуло доставил много неприятностей Ларе. и даже дважды посылал его в нокдаун (в 4-м и 9-м раундах). в тяжёлом поединке Лара сумел нокаутировать Ангуло в 10-м раунде.

### Бой с Саулем Альваресом
Несмотря на поражение от Лары, уже в следующем поединке Ангуло вышел на ppv бой с мексиканцем, Саулем Альваресом. Поединок выдался достаточно зрелищным, но более односторонним нежели бой с Ларой. В 10-м раунде Альварес провёл затяжную атаку и рефери вмешался и прекратил бой. Ангуло возмутился решением рефери. Зал освистал судью и Альвареса.
13 сентября 2014 года, поднявшись в среднюю весовую категорию, Ангуло проиграл по очкам малоизвестному молодому мексиканцу, Джеймсу де ла Росе.
6 июня 2015 года Ангуло нокаутировал в 5-м раунде американца Делрэя Райнеса и одержал первую победу с 2012 года.